# الانهيار القادم للصين
الانهيار القادم للصين (بالإنجليزية: The Coming Collapse of China) هو كتاب بقلم جوردون جي تشانغ، نُشر في عام 2001، يجادل فيه بأن الحزب الشيوعي الصيني هو السبب الجذري للعديد من مشاكل جمهورية الصين الشعبية وسيتسبب في انهيارها في المستقبل القريب. لقد زعم أن القروض الخفية غير المنفذة لبنوك الدولة الصينية «الأربعة الكبار» من المرجح أن تؤدي إلى إسقاط النظام المالي الصيني وحكومتها الشيوعية في الأعوام 2006 و2011 و2012 و2016 و2017. اعتبارًا من عام 2012، جادل الكثيرون بأن انهيار الصين قد بدأ، ولا يزال اقتصاد البلاد يتدهور سنويًا.

## ملخص
في مقدمة كتابه، يتوقع المحامي الأمريكي غوردون جي تشانغ السيناريو التالي: 
 نهاية الدولة الصينية الحديثة قريبة. لدى الجمهورية الشعبية خمس سنوات، وربما عشر سنوات، قبل أن تسقط. هذا الكتاب يروي السبب. 
 بناءً على عدم الكفاءة الملحوظة للمؤسسات التي تديرها الدولة وعدم قدرة الحزب الشيوعي الصيني على بناء مجتمع ديمقراطي مفتوح، يجادل تشانغ بأن القروض الخفية غير العاملة لبنوك الدولة الصينية «الأربعة الكبار» ستؤدي على الأرجح إلى إسقاط نظام المالية الصيني وحكومته الشيوعية مع البلد بأكمله.

## الاستقبال
ووصف ديكستر روبرتس من بلومبيرغ بيزنس ويك الكتاب بأنه «تشاؤمي على نطاق واسع».
في عام 2002، أشارت جوليا لوفيل من صحيفة ذا أوبزرفر إلى أن انضمام الصين إلى منظمة التجارة العالمية يمكن أن يوفر للمستثمرين الغربيين العديد من الفرص الجديدة، إلا أن كتاب تشانغ قد «جمع أدلة وافرة لإخماد مثل هذه التوقعات». في عام 2001، كتب باتريك تايلر من صحيفةنيويورك تايمز:
يقول المنتقدون إن تشانغ دمر مصداقيته من خلال إصدار تنبؤات خاطئة بشكل متكرر.

## التحديث
في مقال بعنوان "الانهيار القادم للصين: طبعة 2012"، نشره موقع مجلة فورين بوليسي، اعترف جوردون جي تشانغ بأن توقعه كان خاطئًا، بحجة أنه كان متوقفًا لمدة عام واحد فقط: سوف يسقط الحزب الشيوعي العظيم في الصين في عام 2012. راهنوا على ذلك." في 21 مايو 2016، نشرت مجلة ناشيونال إنترست مقالًا آخر لتشانغ، بعنوان "ثورة الصين القادمة".